# Ralph Klein (Politiker)

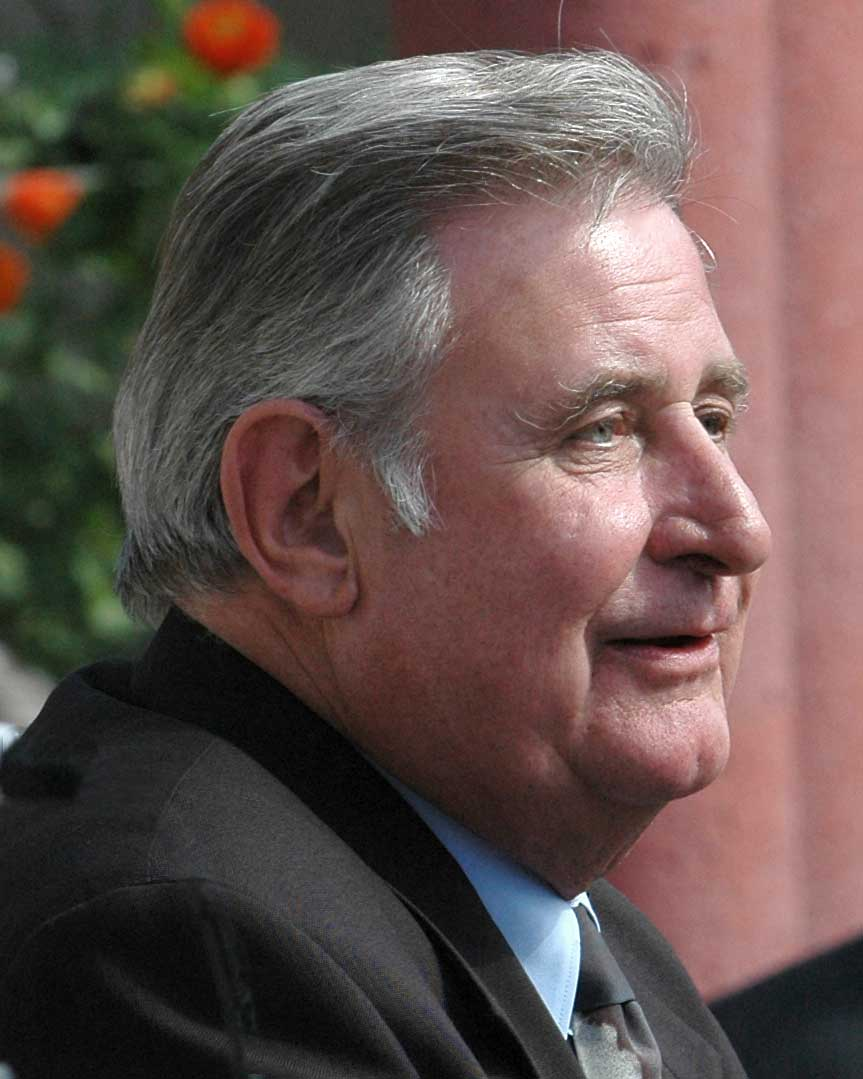
Ralph Klein (2005)

Ralph Phillip Klein (AOE; * 1. November 1942 in Calgary, Alberta; † 29. März 2013 in Edmonton, Alberta) war ein kanadischer Politiker und Premierminister, Rundfunk- und Fernsehmoderator, Journalist und Wirtschaftsberater.
Nachdem er über ein Jahrzehnt lang journalistisch tätig gewesen war, wurde er im Jahr 1980 zum Bürgermeister seiner Geburtsstadt gewählt und übte dieses Amt bis 1989 aus. Nach drei Jahren als Umweltminister von Alberta war er vom 14. Dezember 1992 bis zum 14. Dezember 2006 Premierminister dieser Provinz sowie Vorsitzender der Progressive Conservative Association of Alberta. Aufgrund seiner offenen und direkten Art war er in der Bevölkerung beliebt, sorgte aber deswegen auch wiederholt für Kontroversen.

## Leben
Kleins Vorfahren stammen aus Remlingen in Unterfranken. Nach der Mittelschulzeit, unterbrochen von einem einjährigen Dienst in der Royal Canadian Air Force, arbeitete er ab 1963 als PR-Berater für die Sektion Alberta des Roten Kreuzes und für die Wohltätigkeitsorganisation United Way of Canada. Ab 1969 war er Chefreporter und Moderator der Nachrichtensendungen der Radio- und Fernsehstation CFCN, einem Lokalsender des CTV-Netzwerks.

### Stadt- und Provinzpolitik
Elf Jahre später kandidierte Klein als Bürgermeister von Calgary. Obwohl er als Außenseiter galt, gewann er am 15. Oktober 1980 überraschend die Bürgermeisterwahlen. Zwölf Tage später trat er das Amt an. Während der Rest des Landes eine Rezession bewältigen musste, erlebte Alberta einen von Erdölfunden angeheizten Wirtschaftsaufschwung. Seine wichtigsten Errungenschaften als Bürgermeister sind der Bau der C-Train-Stadtbahn und die Durchführung der Olympischen Winterspiele 1988.
Klein trat der Progressive Conservative Association of Alberta bei und kandidierte im März 1989 im Wahlkreis Calgary Elbow für einen Sitz in der Legislativversammlung von Alberta. Er wurde gewählt und trat am 21. März 1989, einen Tag nach den Wahlen, als Bürgermeister zurück. Vier Wochen später ernannte ihn Premierminister Don Getty zum Umweltminister.

### Premierminister
Getty gab Ende 1992 seinen baldigen Rücktritt bekannt, da er aufgrund des hohen Defizits eine Niederlage bei den nächsten Wahlen befürchtete. Klein wurde am 5. Dezember 1992 zum neuen Parteivorsitzenden gewählt und am 14. Dezember von Vizegouverneur Gordon Towers zum Premierminister ernannt. Es gelang ihm, sich von der Politik seines Vorgängers zu distanzieren. Bei den Wahlen im Juni 1993 wurden die Progressiv-Konservativen erneut stärkste Partei, wenn auch mit deutlich reduzierter Mehrheit.
Klein versprach, bis 1997 den Staatshaushalt ausgeglichen zu gestalten. Erreicht werden sollte dies durch massive Kosteneinsparungen, die Verkleinerung der staatlichen Verwaltung und die Privatisierung einzelner Staatsbetriebe. Auf der anderen Seite sollte die Ausweitung des staatlich regulierten Glücksspiels Mehreinnahmen erzeugen. Das Vorhaben gelang. Nach vier Jahren schrieb die Provinz wieder schwarze Zahlen und Kleins Partei erreichte bei den Wahlen im März 1997 wieder mehr als die Hälfte der Stimmen.
Höhere Einnahmen aus den Gebühren für die Erdöl- und Erdgasförderung führten zu großen Haushaltsüberschüssen, mit denen die Staatsschulden reduziert werden konnten. Die Provinzregierung deregulierte die Elektrizitätsversorgung vollständig und senkte die Steuern. Allerdings wurde Klein auch vorgeworfen, er sei im Gegensatz zu seinen beiden Vorgängern bei sozialen und ökologischen Fragen unsensibel. So lehnte er das Kyoto-Protokoll entschieden ab, da er nicht die boomende Öl- und Gasindustrie gefährden wollte. Im März 2001 wurde die Regierung dennoch mit einer erneuten absoluten Mehrheit der Stimmen bestätigt.

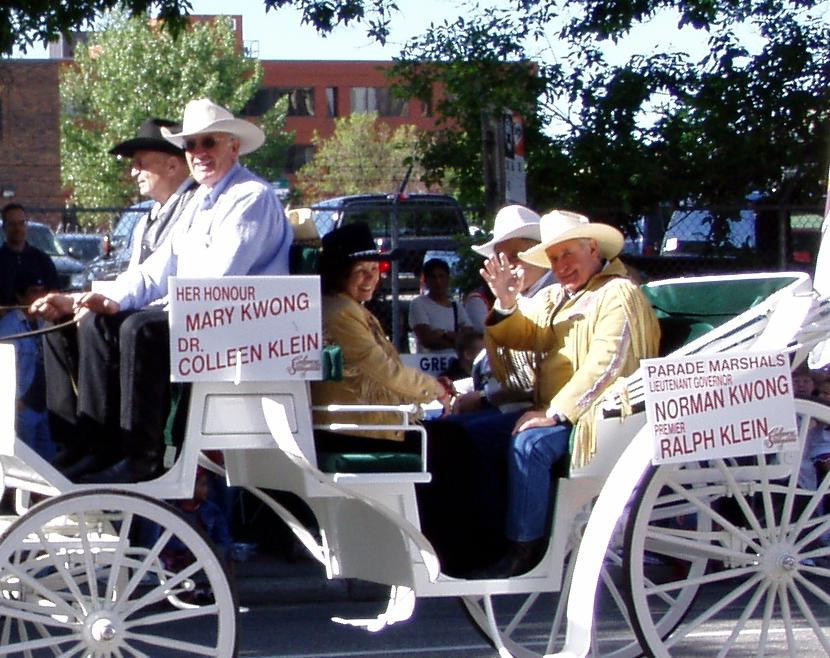
Ralph Klein bei der Parade der Calgary Stampede 2005

Nach 2001 sah sich Kleins Regierung jedoch zunehmend mit Schwierigkeiten konfrontiert. Ein vorübergehender Preisverfall bei Erdöl und Erdgas und Mindereinnahmen aufgrund eines neuen Steuersystems führten kurzfristig zu einer Einnahmekrise, so dass im Jahr 2002 unpopuläre neue Steuern erhoben werden mussten. Von 2003 bis 2005 war Alberta von der Tierseuche BSE betroffen, was erhebliche negative Auswirkungen auf die Rinderzuchtbetriebe hatte. So schlossen die USA, der größte Exportmarkt für kanadische Rinder, vorübergehend ihre Grenzen für lebendes Vieh und Fleischprodukte.
Bei den Wahlen im November 2004 fielen die Progressiv-Konservativen wieder unter 50 % der Stimmen, da viele ihrer Wähler mit Kleins Führungsstil, der bisweilen autoritär erschien, nicht mehr einverstanden waren und der Urne fernblieben. Als Klein beim Parteitag im März 2006 nur von etwas mehr als der Hälfte der Delegierten Zustimmung erhielt, kündigte er seinen baldigen Rücktritt an. Am 14. Dezember 2006, auf den Tag genau 14 Jahre nach Amtsantritt, übergab er die Amtsgeschäfte seinem Nachfolger Ed Stelmach. Einen Monat später legte er auch sein Mandat als Abgeordneter nieder.

### Weitere Tätigkeiten
Im Januar 2007 gab die bedeutende Anwaltskanzlei Borden Ladner Gervais bekannt, dass sie Klein, der kein Jurist ist, als Berater in unternehmerischen Fragen engagiert habe. Seine Aufgabe sei es, „wertvolle Einblicke in die Bedürfnisse von Kunden zu ermöglichen, die in Alberta, Kanada und Nordamerika Investitionen tätigen wollen.“
Über die Jahre wurde Ralph Klein vielfach geehrt. So erhielt er 1988 den Olympischen Orden und wurde 1996 vom Stamm der Kainai zum Ehrenhäuptling ernannt. Die französische Regierung nahm ihn im März 2008 in den Orden der Ehrenlegion auf; diese Ehrung musste zuvor von der kanadischen Regierung genehmigt werden.

## Charakter und Kontroversen
Ralph Kleins Spitzname lautet aus mehreren Gründen „King Ralph“: Sein Führungsstil wurde bisweilen als autoritär empfunden, seine Regierungszeit war mit 14 Jahren überdurchschnittlich lang und ein Jahr vor seiner erstmaligen Wahl zum Premierminister war der gleichnamige Film erschienen. Klein gilt als Politiker, der bei den Wählern aufgrund seiner Offenheit, Direktheit und seines Humors sehr beliebt ist. 2006 wurde er in einer Umfrage mit großem Abstand zur „lustigsten Persönlichkeit Albertas der letzten 100 Jahre“ gewählt. Gerade diese Charaktereigenschaften lösten aber oftmals Kontroversen aus.
Während seiner Amtszeit als Bürgermeister von Calgary zogen wegen des Wirtschaftsbooms viele ungelernte Arbeiter in die Stadt. Klein erlangte landesweite Bekanntheit, als er sich im Fernsehen über die „Herumtreiber und Kriecher“ aus den östlichen Provinzen beklagte, die die städtische Sozialhilfe und die Polizei belasteten. 1990 sorge er wiederum für Aufmerksamkeit in ganz Kanada, als er einem Umweltschutzaktivisten, der gegen den Bau eines umstrittenen Holzverarbeitungsbetriebs protestierte, vor laufenden Kameras den Stinkefinger zeigte. Seine Heimatstadt Calgary beschrieb er wie folgt: „Eine schöne Stadt mit zu vielen Sozialisten und Moskitos. Wenigstens gibt es gegen die Moskitos einen Spray.“ (“A fine city with too many socialists and mosquitoes. At least you can spray the mosquitoes.”)
Ein halbes Jahr vor seinem Rücktritt als Premierminister „warnte“ er in einem Interview seinen potenziellen, damals noch nicht feststehenden Nachfolger: „Du kriegst viele Gratismahlzeiten, doch mit der Zeit ermüdet dich das irgendwie, besonders wenn du das Trinken aufgegeben hast, und dann ist es überhaupt nicht mehr lustig. Ich weiß also nicht, warum irgendjemand sich das antun möchte.“ (“You get a lot of free dinners but after that you get sort of tired, especially when you quit drinking, and then it’s no fun at all, so I don’t know why they would want to do it.”)
Während einer Wohltätigkeitsveranstaltung im November 2006 machte Klein auf Kosten der ehemaligen konservativen Abgeordneten Belinda Stronach eine obszöne Bemerkung, die in den kanadischen Medien für großen Wirbel sorgte: „Ich war nicht besonders überrascht, dass sie zu den Liberalen übertrat. Ich denke nicht, dass sie jemals einen konservativen Knochen in ihrem Körper hatte. Nun ja, vielleicht einen […] Nun, wenn wir schon von Peter MacKay reden…“ (“I wasn’t surprised that she crossed over to the Liberals. I don’t think she ever did have a Conservative bone in her body. Well, maybe one […] Well, speaking of Peter MacKay…”) Damit spielte er auf ihren ehemaligen Lebenspartner an, den damaligen Außen- und späteren Verteidigungsminister Peter MacKay.